# Antoinette-Charlotte Le Duc de La Bouëre
Antoinette-Charlotte Le Duc, comtesse de La Bouëre, née le 8 juin 1770 à La Fère et morte le 9 septembre 1867 à Jallais, est une mémorialiste de la guerre de Vendée.

## Biographie
Fille de Marie Charlotte Françoise de Ronty, dame de Richecourt et de Claude Marie Le Duc, seigneur de Valenciennes-en-Dombes, elle épouse en 1789 Armand-Modeste Gazeau de La Bouëre et s'installe au château de La Bouëre, à Jallais, en Anjou. Lorsque la guerre de Vendée débute en mars 1793, le comte de La Bouëre devient un des chefs de l'insurrection.
Après sa mort en 1867, à l'âge de 97 ans, sa belle-fille Valentine Falquet de Planta de La Bouëre rassemble ses notes et les fait publier en 1890.

## Mémoires
- Antoinette-Charlotte Le Duc de La Bouëre, Souvenirs de la comtesse de La Bouëre : La Guerre de Vendée 1793-1796, Paris, Plon, 1890, 363 p. (lire en ligne)